# Tourette-du-Château
Tourette-du-Château är en kommun i departementet Alpes-Maritimes i regionen Provence-Alpes-Côte d'Azur i sydöstra Frankrike. Kommunen ligger  i kantonen Roquesteron som ligger i arrondissementet Nice. År 2022 hade Tourette-du-Château 147 invånare.

## Befolkningsutveckling
Antalet invånare i kommunen Tourette-du-Château
Referens: INSEE